# Campeonato Brasileño de Serie D
El Campeonato Brasileño de Serie D es un torneo equivalente a la cuarta división del Campeonato Brasileño de Fútbol. Fue anunciado por la Confederación Brasileña de Fútbol el 9 de abril de 2008. Su primera edición se realizó en el año siguiente. Durante 7 ediciones (2009 a 2015), participaban 40 equipos de diferentes estados del país clasificados por su respectivo torneo estatal. En 2016, el número de cupos aumentó a 68 cambiando la forma de juego del campeonato. Y desde 2022, compiten 64 equipos.

## Formato
Para ampliar la competición en el calendario, la CBF anunció un cambio en la fórmula de disputa, que tendrá una fase preliminar con ocho clubes. La entidad explicó en el documento que la competencia tendrá enfrentamientos eliminatorios, que involucrará a los segundos representantes de las ocho entidades estatales con la peor posición en el Ranking Nacional de las Federaciones. Por lo tanto, la fase de grupos de la Serie D tendrá 64 equipos (y no 68 como en los últimos años). Se dividirán en ocho llaves, con ocho equipos cada una, con partidos de ida y vuelta. Los cuatro primeros en cada grupo califican para la segunda fase, totalizando 32 equipos. Estos se enfrentan en enfrentamientos eliminatorios hasta la definición del campeón y el ascenso a la Serie C: segunda fase, octavos de final, cuartos de final, semifinales y final.

## Participantes 2024
| Estado                                   | Equipo                                                   | Clasificación |
| ---------------------------------------- | -------------------------------------------------------- | --- |
| Acre 2 cupos                             | Río Branco Humaitá                                       | Campeón del Campeonato Acreano 2023 Subcampeón del Campeonato Acreano 2023                                                                                                |
| Alagoas 2 cupos                          | ASA Arapiraca CSE                                        | Subcampeón del Campeonato Alagoano 2023 Campeón de la Copa Alagoas 2023                                                                                                   |
| Amapá 1 cupo                             | Trem                                                     | Campeón del Campeonato Amapaense 2023 |
| Amazonas 2 cupos + adicional             | Manaus Manauara Princesa do Solimões                     | 17.º puesto de la Serie C 2023 Subcampeón del Campeonato Amazonense 2023 Mejor ubicado del Campeonato Amazonense 2023                                                     |
| Bahía 3 cupos                            | Jacuipense Itabuna Juazeirense                           | Subcampeón del Campeonato Baiano 2023 Mejor ubicado del Campeonato Baiano 2023 Segundo mejor ubicado del Campeonato Baiano 2023                                           |
| Ceará 3 cupos                            | Iguatu Maracanã Atlético Cearense                        | Mejor ubicado del Campeonato Cearense 2023 Segundo mejor ubicado del Campeonato Cearense 2023 Tercer mejor ubicado del Campeonato Cearense 2023                           |
| Distrito Federal 2 cupos                 | Real Brasilia Brasiliense                                | Campeón del Campeonato Brasiliense 2023 Subcampeón del Campeonato Brasiliense 2023                                                                                        |
| Espírito Santo 2 cupos                   | Real Noroeste Serra                                      | Campeón del Campeonato Capixaba 2023 Campeón de la Copa Espírito Santo 2023                                                                                               |
| Goiás 3 cupos                            | Anápolis CRAC Catalão Iporá                              | Mejor ubicado del Campeonato Goiano 2023 Segundo mejor ubicado del Campeonato Goiano 2023 Tercer mejor ubicado del Campeonato Goiano 2023                                 |
| Maranhão 2 cupos                         | Maranhão Moto Club                                       | Campeón del Campeonato Maranhense 2023 Subcampeón del Campeonato Maranhense 2023                                                                                          |
| Mato Grosso 2 cupos                      | União Rondonópolis Mixto                                 | Subcampeón del Campeonato Matogrossense 2023 Campeón de la Copa FMF 2023                                                                                                  |
| Mato Grosso del Sur 1 cupo               | Costa Rica                                               | Campeón del Campeonato Sul-Matogrossense 2023 |
| Minas Gerais 3 cupos + adicional         | Pouso Alegre Ipatinga Patrocinense Democrata SL          | 20.º puesto de la Serie C 2023 9.º puesto del Campeonato Mineiro 2023 10.º puesto del Campeonato Mineiro 2023 12.º puesto del Campeonato Mineiro 2023                     |
| Pará 2 cupos                             | Águia de Marabá Cametá                                   | Campeón del Campeonato Paraense 2023 Segundo mejor ubicado del Campeonato Paraense 2023                                                                                   |
| Paraíba 2 cupos                          | Treze Sousa                                              | Campeón del Campeonato Paraibano 2023 Subcampeón del Campeonato Paraibano 2023                                                                                            |
| Paraná 3 cupos                           | FC Cascavel Maringá Cianorte                             | Subcampeón del Campeonato Paranaense 2023 Mejor ubicado del Campeonato Paranaense 2023 Segundo mejor ubicado del Campeonato Paranaense 2023                               |
| Pernambuco 2 cupos                       | Retrô Petrolina                                          | Subcampeón del Campeonato Pernambucano 2023 Mejor ubicado del Campeonato Pernambucano 2023                                                                                |
| Piauí 2 cupos + adicional                | Altos Ríver Fluminense-PI                                | 19.º puesto de la Serie C 2023 Campeón del Campeonato Piauiense 2023 Subcampeón del Campeonato Piauiense 2023                                                             |
| Río de Janeiro 3 cupos                   | Audax Rio Nova Iguaçu Portuguesa-RJ                      | Mejor ubicado del Campeonato Carioca 2023 Segundo mejor ubicado del Campeonato Carioca 2023 Campeón de la Copa Río                                                        |
| Río Grande del Norte 2 cupos + adicional | América de Natal Potiguar de Mossoró Santa Cruz de Natal | 18.º puesto de la Serie C 2023 Mejor ubicado del Campeonato Potiguar 2023 Segundo mejor ubicado del Campeonato Potiguar 2023                                              |
| Río Grande del Sur 3 cupos               | Brasil de Pelotas Novo Hamburgo Avenida                  | Mejor ubicado del Campeonato Gaúcho 2023 Segundo mejor ubicado del Campeonato Gaúcho 2023 Tercer mejor ubicado del Campeonato Gaúcho 2023                                 |
| Rondonia 1 cupo                          | Porto Velho                                              | Campeón del Campeonato Rondoniense 2023 |
| Roraima 1 cupo                           | São Raimundo-RR                                          | Campeón del Campeonato Roraimense 2023 |
| São Paulo 4 cupos                        | Água Santa Santo André Inter de Limeira São José         | Subcampeón del Campeonato Paulista 2023 Mejor ubicado del Campeonato Paulista 2023 Segundo mejor ubicado del Campeonato Paulista 2023 Subcampeón de la Copa Paulista 2023 |
| Santa Catarina 3 cupos                   | Hercílio Luz Barra Concórdia                             | Tercer puesto del Campeonato Catarinense 2023 Mejor ubicado del Campeonato Catarinense 2023 Segundo mejor ubicado del Campeonato Catarinense 2023                         |
| Sergipe 2 cupos                          | Itabaiana Sergipe                                        | Campeón del Campeonato Sergipano 2023 Mejor ubicado del Campeonato Sergipano 2023                                                                                         |
| Tocantins 2 cupos                        | Tocantinópolis Capital                                   | Campeón del Campeonato Tocantinense 2023 Subcampeón del Campeonato Tocantinense 2023                                                                                      |

## Campeones
Los cuatro primeros clasificados ascienden al Campeonato Brasileño de Serie C.
| Chapecoense Santa Catarina | Alecrim Río Grande del Norte |

| Araguaína Tocantins | Joinville Santa Catarina |

| Cuiabá Mato Grosso | Oeste São Paulo |

| Baraúnas Río Grande del Norte | Mogi Mirim São Paulo |

| Tupi Minas Gerais | Salgueiro Pernambuco |

| Londrina Paraná | Confiança Sergipe |

| Remo Pará | Ypiranga de Erechim Río Grande del Sur |

| Moto Club Maranhão | São Bento São Paulo |

| Atlético Acreano Acre | Juazeirense Bahía |

| São José - RS Río Grande del Sur | Imperatriz Maranhão |

| Ituano São Paulo | Jacuipense Bahía |

| Novorizontino São Paulo | Altos Piauí |

| ABC Río Grande del Norte | Atlético Cearense Ceará |

| Amazonas | São Bernardo São Paulo |

| Athletic Club Minas Gerais | Caxias Río Grande del Sur |

| Maringá Paraná | Itabaiana Sergipe |

## Palmarés
| Equipo            | Estado               | Títulos | Años campeón | Subtítulos | Años subcampeón |
| ----------------- | -------------------- | ------- | ------------ | ---------- | --------------- |
| Ferroviário       | Ceará                | 2       | 2018, 2023   | -          | ---             |
| São Raimundo - PA | Pará                 | 1       | 2009         | -          | ---             |
| Guarany de Sobral | Ceará                | 1       | 2010         | -          | ---             |
| Tupi              | Minas Gerais         | 1       | 2011         | -          | ---             |
| Sampaio Corrêa    | Maranhão             | 1       | 2012         | -          | ---             |
| Botafogo - PB     | Paraíba              | 1       | 2013         | -          | ---             |
| Tombense          | Minas Gerais         | 1       | 2014         | -          | ---             |
| Botafogo - SP     | São Paulo            | 1       | 2015         | -          | ---             |
| Volta Redonda     | Río de Janeiro       | 1       | 2016         | -          | ---             |
| Operário - PR     | Paraná               | 1       | 2017         | -          | ---             |
| Brusque           | Santa Catarina       | 1       | 2019         | -          | ---             |
| Mirassol          | São Paulo            | 1       | 2020         | -          | ---             |
| Aparecidense      | Goiás                | 1       | 2021         | -          | ---             |
| América de Natal  | Río Grande del Norte | 1       | 2022         | -          | ---             |
| Retrô             | Pernambuco           | 1       | 2024         | -          | ---             |
| Macaé             | Río de Janeiro       | -       | ---          | 1          | 2009            |
| Madureira         | Río de Janeiro       | -       | ---          | 1          | 2010            |
| Santa Cruz        | Pernambuco           | -       | ---          | 1          | 2011            |
| CRAC              | Goiás                | -       | ---          | 1          | 2012            |
| Juventude         | Río Grande del Sur   | -       | ---          | 1          | 2013            |
| Brasil de Pelotas | Río Grande del Sur   | -       | ---          | 1          | 2014            |
| Ríver             | Piauí                | -       | ---          | 1          | 2015            |
| CSA               | Alagoas              | -       | ---          | 1          | 2016            |
| Globo             | Río Grande del Norte | -       | ---          | 1          | 2017            |
| Treze             | Paraíba              | -       | ---          | 1          | 2018            |
| Manaus            | Amazonas             | -       | ---          | 1          | 2019            |
| Floresta          | Ceará                | -       | ---          | 1          | 2020            |
| Campinense        | Paraíba              | -       | ---          | 1          | 2021            |
| Pouso Alegre      | Minas Gerais         | -       | ---          | 1          | 2022            |
| Ferroviária       | São Paulo            | -       | ---          | 1          | 2023            |
| Anápolis          | Goiás                | -       | ---          | 1          | 2024            |

## Títulos por estado
| Estado               | Títulos | Subtítulos |
| -------------------- | ------- | ---------- |
| Ceará                | 3       | 1          |
| Minas Gerais         | 2       | 1          |
| São Paulo            | 2       | 1          |
| Río de Janeiro       | 1       | 2          |
| Paraíba              | 1       | 2          |
| Goiás                | 1       | 2          |
| Río Grande del Norte | 1       | 1          |
| Pernambuco           | 1       | 1          |
| Maranhão             | 1       | -          |
| Pará                 | 1       | -          |
| Paraná               | 1       | -          |
| Santa Catarina       | 1       | -          |
| Río Grande del Sur   | -       | 2          |
| Alagoas              | -       | 1          |
| Piauí                | -       | 1          |
| Amazonas             | -       | 1          |

## Goleadores por edición[5]
| Año  | Jugador                      | Club                                  | Goles |
| ---- | ---------------------------- | ------------------------------------- | ----- |
| 2009 | Michell Parintins            | São Raimundo-PA                       | 10    |
| 2010 | Danilo Pitbull               | Guarany de Sobral                     | 11    |
| 2011 | Fernando Marcinho Beija-Flor | Cuiabá Oeste                          | 11    |
| 2012 | Nino Guerreiro               | CRAC                                  | 13    |
| 2013 | Ademilson                    | Tupi                                  | 12    |
| 2014 | Nena                         | Brasil de Pelotas                     | 8     |
| 2015 | Jô                           | São Caetano                           | 12    |
| 2016 | Manoel                       | Altos                                 | 10    |
| 2017 | Eduardo Weverton             | Atlético Acreano Princesa do Solimões | 9     |
| 2018 | Edson Cariús                 | Ferroviário                           | 11    |
| 2019 | Júnior Pirambu               | Brusque                               | 10    |
| 2020 | Wallace Pernambucano Zé Love | América-RN Brasiliense                | 12    |
| 2021 | Gabriel Santos               | Caldense                              | 13    |
| 2022 | Rafael Tavares Ítalo         | Amazonas                              | 11    |
| 2023 | Eron                         | Caxias                                | 14    |
| 2024 | Thiaguinho                   | Treze                                 | 10    |

## Televisación
- Esporte Interativo (2015–2018)
- TV Brasil (2015–2016; 2020–2021; 2023–)
- Eleven Sports (2019–2021)
- InStat TV (2022)
- F.Sports TV (2023–)
- BandSports (2023–)